# Justyna Czapla
Justyna Czapla (* 24. Januar 2004 in Ruda Śląska, Polen) ist eine deutsche Radrennfahrerin, die auf der Straße und auf der Bahn aktiv ist. Sie gilt als versierte Zeitfahrerin.

## Sportlicher Werdegang
Mit dem Radsport begann die in Schwabach aufgewachsene Czapla im Alter von zehn Jahren beim RV Union 1886 Nürnberg. Als Juniorin wurde sie Mitglied der Nationalmannschaft und startete auf der Straße im UCI Women Junior Nations’ Cup und auf der Bahn bei Welt- und Europameisterschaften. Ihre erste internationale Medaille gewann sie bei den Bahn-Europameisterschaften 2021 in der Mannschaftsverfolgung.
In der Saison 2022 wurde Czapla auf der Bahn zunächst dreifache Deutsche Junioren-Meisterin in der Einerverfolgung, im Ausscheidungsfahren und im Madison. Bei den Europameisterschaften stand sie erneut in der Mannschaftsverfolgung auf dem Podium sowie mit Jette Simon im Madison. Bei den Junioren-Weltmeisterschaften gehörte sie zur deutschen Mannschaft, die sich die Bronzemedaille in der Mannschaftsverfolgung sicherte. Als Vierte im Madison und Fünfte im Omnium verpasste sie nur knapp eine weitere Medaille. Auf der Straße wurde sie 2022 Deutsche Junioren-Meisterin sowohl im Straßenrennen als auch im Einzelzeitfahren. Bei den Europameisterschaften gewann sie im Einzelzeitfahren der Juniorinnen eine der drei Goldmedaillen für das deutsche Team. Die Watersley Ladies Challenge im Rahmen des Nationencups beendete sie auf dem dritten Platz der Gesamtwertung. Zum Saisonende bei den Weltmeisterschaften musste sie sich im Einzelzeitfahren nur der Britin Zoe Bäckstedt geschlagen geben.
Mit dem Wechsel in die U23 wurde Czapla 2023 Mitglied im Nachwuchsteam CANYON//SRAM Generation, zur Saison 2024 wurde sie in das UCI Women’s WorldTeam von Canyon SRAM Racing übernommen. 2024 gewann sie bei den Deutschen Straßen-Radmeisterschaften den U23-Titel im Einzelzeitfahren. Auf der Bahn gewann sie mit Seána Littbarski-Gray die Bronzemedaille im Madison bei den U23-Europameisterschaften.

## Erfolge

### Straße
2022
- Junioren-Weltmeisterschaften – Einzelzeitfahren
- Junioren-Europameisterin – Einzelzeitfahren
- Deutsche Junioren-Meisterin – Straßenrennen und Einzelzeitfahren

2024
- Deutsche U23-Meisterin – Einzelzeitfahren

2025
- Deutsche U23-Meisterin – Einzelzeitfahren

### Bahn
2021
- Junioren-Europameisterschaften – Mannschaftsverfolgung

2022
- Junioren-Weltmeisterschaften – Mannschaftsverfolgung
- Junioren-Europameisterschaften – Mannschaftsverfolgung
- Junioren-Europameisterschaften – Madison (mit Jette Simon)
- Deutsche Junioren-Meisterin – Einerverfolgung und Ausscheidungsfahren
- Deutsche Junioren-Meisterin – Madison (mit Magdalena Fuchs)

2024
- U23-Europameisterschaften – Madison (mit Seána Littbarski-Gray)